# タッド・ジェームス
タッド・ジェームス（英: Tad James）は、米国の神経言語プログラミング（NLP）マスタートレーナーであり、全米NLP協会の講師、米国催眠療法協会会長である。
タイムラインセラピーの開発者であり、NLP創始者のリチャード・バンドラーの元で、NLPマスタートレーナーを取得した。現在の神経言語プログラミングの形成に大きく関わった。